# Jure Sarić
Jure Sarić (Drvar, 23. travnja 1917. – Zagreb, 28. ožujka 1986.) bio je hrvatski političar, hrvatski proljećar.
Rodio se je u Drvaru ratne 1917. godine. Pristupio je KPJ 1939. godine. Tijekom rata obnašao je u partizanskom pokretu u Srbiji visoke vojne i političke dužnosti.
Poslije rata zaposlio se u zagrebačkom RIZ-u gdje je bio glavnim direktorom. Obnašao je dužnost potpredsjednika SSH. U Saveznoj skupštini bio je zastupnikom. 
Hrvatsko je proljeće dočekao u hrvatskom sindikalnom vodstvu. 
Iz sindikalnog su vodstva isključeni nacionalni vođe i to prije karađorđevske sječe.
Studenoga 1971. održan je 22. plenum CK SKH na kojem su se razišle nacionalna i unitaristička struja hrvatskih političara. Potonje su činili Vladimir Bakarić (čelni), Dušan Dragosavac, Jakov Blažević, Jure Bilić, Milutin Baltić i Josip Vrhovec. Tjedan poslije održan je plenum Saveza sindikata Hrvatske, na kojem je unitarist Milutin Baltić, predsjednik te organizacije, uspio isključiti iz sindikalnog vodstva nacionalne vođe Juru Sarića i Marka Veselicu.
Tako je tim udarom na hrvatske proljećare 1971. uklonjen je s čela SSH, a nakon karađorđevske sječe Hrvatske izbačen iz politike i umirovljen.